# Геенно, Жан
Жан Геенно (фр. Jean Guéhenno, 25 марта 1890, Фужер, Иль и Вилен, Франция — 22 сентября 1978, Париж, Франция) — французский педагог, эссеист, писатель и литературный критик

## Биография
Жан Геенно рассказал о своём бедном детстве в своей книге «Изменить жизнь»: сын швеи и сапожника промышленного городка Бретани, он вынужден был оставить школу в четырнадцать лет, чтобы работать служащим на фабрике галош, но продолжал учиться во внерабочее время. Он сумел получить степень бакалавра.
Во время Первой мировой войны он служил пехотным офицером и был серьёзно ранен в сентябре 1915 года. После окончания войны Геенно выдерживает конкурс в Высшую нормальную школу. В 1920 году он назначен преподавателем в Лицей Лаканаль и впоследствии в Лицей Генриха IV и Лицей Людовика Великого. Он заканчивает свою карьеру в народном образовании как генеральный инспектор.
Жан Геенно посвящает себя литературной критике, в частности углублённому изучению творчества Жан-Жака Руссо. Им написаны книги «Жан-Жак за пределами Исповедей» (1948), «Жан-Жак: роман и правда» (1950), «Жан-Жак: величина и нищета разума» (1952) и «Жан-Жак: история сознания» (1962)
В 1927 году Жан Геенно подписал вместе с Луи Гийу, Жюлем Ромэном, Каролиной Реми и другими писателями петицию против закона об общей организации нации для военного времени, закона, который отменяет, по мнению подписавших, любую интеллектуальную независимость и любую свободу мнений. Эта петиция была напечатана 15 апреля 1927 года в журнале «Европа», главным редактором которого Жан Геенно станет в 1929 году. Он занимал эту должность до мая 1936 года. В 1930 году Жан Геенно вместе с другими французскими и немецкими интеллигентами принял участие в преподавании на Академических курсах в Давосе. Он активно сотрудничал с журналом «La Nouvelle Revue française».
Жан Геенно тайно продолжил свою литературную деятельность в годы нацистской оккупации Франции под псевдонимом Cévennes. В своём дневнике Геенно вёл хронику нарушения правительством Виши традиционных французских прав и ценностей и своём участии в Движении Сопротивления. Этот дневник был издан во Франции в 1947 году под названием «Дневник Темных Лет, 1940—1944».
С 1945 года Геенно сотрудничал с газетой «Le Figaro». 25 января 1962 года он был избран во Французскую академию (Кресло 9). В 1973 году ему была присуждена Премия Чино дель Дука.
В 1916 году Жан Геенно женился на Жанне Морель. С нею у него была дочь Луиза. Жанна умерла в 1933 году от тяжёлой болезни. В 1946 Жан сочетается браком с Анни Роспабе, которая рожает в 1949 сына Жана-Мари.

## Награды
- Командор Ордена Почётного легиона
- Крест за боевые заслуги 1914—1918 (Франция)
- Медаль Сопротивления (Франция)